# إريك إيدل
اريك إيدل (بالإنجليزية: Eric Eidel)‏ هو موسيقي أمريكي، ولد في القرن العشرين.